# Малое Полпино
Ма́лое По́лпино — село в Брянском районе Брянской области, в составе Журиничского сельского поселения. Расположено в 9 км к северу от посёлка городского типа Белые Берега, на федеральной автодороге М3, на левом берегу реки Вельи. Население 926 человек (2010) — крупнейший населённый пункт своего сельского поселения.
Железнодорожная платформа (12 км) на линии Брянск—Дудорово.

## История
Впервые упоминается в 1731 году как пустошь; заселена в середине XVIII века (первоначальное название — деревня Полпинка, в отличие от села Полпино); принадлежала последовательно Алымовым, Утенкову, Исуповым, Я. Ф. Жаковскому. Входила в приход села Большое Полпино; в 1926 году был открыт свой храм, перенесённый из скита Белобережской пустыни (сгорел в 1943 году). В 1900 году была открыта школа грамоты (с 1901 — церковно-приходская) от Белобережской пустыни.
С 1861 по 1924 в Супоневской волости Брянского (с 1921 — Бежицкого) уезда; в 1924—1929 гг. — в составе Бежицкой волости; с 1929 года в Брянском районе. До 1954 года являлось центром Малополпинского сельсовета.